# Carsten Rennhak
Carsten Rennhak (* 1971) ist Professor für PR und Marketing an der Fakultät Betriebswirtschaft der Universität der Bundeswehr München. Seit 2014 leitet er diese als Dekan. Von 2004 bis 2013 lehrte er Marketing an der Hochschule Reutlingen. Er war Visiting Professor u. a. an der Zagreb School of Economics and Management, der SP Jain in Mumbai, der Haaga-Helia Helsinki und der Polytechnical University in St. Petersburg. Von 2003 bis 2004 war er zudem als Professor für Marketing an der Munich Business School tätig.  Seine Lehr- und Forschungsschwerpunkte sind u. a. Direktvertrieb, Unternehmenskommunikation und Kundenbindung. Er ist Autor von ca. 20 Fachbüchern und 200 weiteren Publikationen zu diesen Themen. Prof. Rennhak gibt die Buchreihe Reutlinger Schriften zu Marketing und Management heraus.
Von 1997 bis 2003 war er als Unternehmensberater und Projektleiter im Bereich Telekommunikation, Medien, High-Tech bei Booz Allen Hamilton in Düsseldorf, Berlin, Wien und Tel Aviv tätig. Er befasste sich hier schwerpunktmäßig mit Fragestellungen aus den Bereichen Marketing und Strategie in der Telekommunikations-, Medien- und High-Tech-Industrie.
2001 promovierte Rennhak an der Ludwig-Maximilians-Universität München mit einer Arbeit zur Wirkung vergleichender Werbung. Er schloss ein Studium der Volkswirtschaftslehre in Detroit als M.A ab und ist zudem Dipl.-Kfm.
Er ist Vertrauensdozent der Studienstiftung des deutschen Volkes und Geschäftsführer des Sportfördervereins an der Universität der Bundeswehr München.

## Publikationen (Auswahl)
- Rennhak, Carsten: Strategisches Marketing, Vahlen, 2017.
- Rennhak, Carsten/Opresnik, Marc Oliver: Grundlagen: Marketing, Gabler, 2015.
- Breidenich, Heike/Rennhak, Carsten: Marketing für Ärzte – Effizientes Marketing für Ärzte: Best Practice und Erfolgsfaktoren für Arztpraxen, Krankenhäuser und Reha-Einrichtungen, Kohlhammer, 2015.
- Opresnik, Marc Oliver/Rennhak, Carsten: Allgemeine Betriebswirtschaftslehre – Grundlagen unternehmerischer Funktionen, 2. vollständig aktualisierte und überarbeitete Auflage, Gabler, 2015.
- Bozem, Karlheinz/Nagl, Anna/Rennhak, Carsten (Hrsg.): Energie für nachhaltige Mobilität – Trends und Konzepte, Gabler, 2013.
- Rennhak, Carsten (Hrsg.): Zukunftsfeld Elektromobilität. In: Rennhak, Carsten (Hrsg.): Reutlinger Schriften zu Marketing & Management, Band 7, Ibidem, 2013.

- Rennhak, Carsten (Hrsg.): Aktuelle Instrumente der Marketingpraxis. In: Rennhak, Carsten (Hrsg.): Reutlinger Schriften zu Marketing & Management, Band 6, Ibidem, 2012.
- Rennhak, Carsten/Hollensen Svend (Hrsg.): Kundenzufriedenheit und Kundenbindung in der Tankstellenbranche – eine empirische Studie am Beispiel einer Markentankstelle von Michael Schulz. In: Beiträge zur anwendungsorientierten Unternehmensführung, Schriftenreihe der Europäischen Fernhochschule Hamburg, Band 2, Ibidem, 2011.
- Rennhak, Carsten (Hrsg.): Kommunikationspolitik im 21. Jahrhundert. In: Rennhak, Carsten (Hrsg.): Reutlinger Schriften zu Marketing & Management, Band 5, Ibidem, 2010.
- Rennhak, Carsten (Hrsg.): Die Automobilindustrie von morgen – Wie Automobilhersteller und -zulieferer gestärkt aus der Krise hervorgehen können. In: Rennhak, Carsten (Hrsg.): Reutlinger Schriften zu Marketing & Management, Band 4, Ibidem, 2009.
- Rennhak, Carsten (Hrsg.): Unternehmenskommunikation 2.0 – Neue Wege im Marketing, Ibidem, 2006.
- Rennhak, Carsten (Hrsg.): Herausforderung Kundenbindung, Gabler, 2006.
- Rennhak, Carsten: Die Wirkung vergleichender Werbung, Gabler, 2001.